# ماريو فرنانديز
ماريو فرنانديز (بالإسبانية: Mario Fernández Cuesta)‏ (30 أبريل 1988 سانتاندير إسبانيا - ) هو لاعب كرة قدم إسباني يلعب كحارس مرمى.

## روابط خارجية
- ماريو فرنانديز على موقع قاعدة بيانات كرة القدم.إي يو (الإنجليزية)
- ماريو فرنانديز على موقع Soccerbase.com (لاعب) (الإنجليزية)
- ماريو فرنانديز على موقع Soccerway.com (الإنجليزية)
- ماريو فرنانديز على موقع AS.com (الإسبانية)